# Betty Camacho de Rangel
Betty Camacho de Rangel (Colombia, siglo XX - Villavicencio 26 de julio de 1998) fue una abogada y política colombiana. Fue parte de la Unión Patriótica y del Partido Liberal Colombiano.

## Biografía
Inició su carrera política con el Partido Liberal ocupando cargos de concejal de Villavicencio, diputada del Meta, alcaldesa de Villavicencio y Representante a la Cámara. En ese proceso, se acercó a la Unión Patriótica al lado de Jaime Pardo Leal, como parte de la alianza del liberalismo con esa agrupación política y posteriormente apoyó la campaña presidencial de Horacio Serpa Uribe.
Fue contralora del Meta entre 1983 y 1985, juez de la república, concejal, tesorera departamental, alcaldesa de Villavicencio, además de diputada del Meta, estuvo durante dos periodos en la Cámara de Representantes en donde hizo parte de la comisión primera. Presentó su candidatura al Senado pero no alcanzó la votación necesaria para seguir en el Congreso.
Formaba parte de los 110 congresistas investigados por la Corte Suprema de Justicia por el proceso 8000, durante el gobierno de Ernesto Samper (1994-1998).

## Asesinato
Mientras atendía la visita de dos vendedoras de libros, Un sicario entró a su vivienda y le disparó 5 veces. El sicario huyó en un taxi del lugar y Betty fue trasladada por su hija a la Clínica La Grama donde finalmente perdería la vida.

## Homenajes
- Monumento Betty Camacho de Rangel en Villavicencio.[9]